# Volk Tour London CC Club
Volk Tour London CC Club — пятый концертный альбом словенской индастриал-группы Laibach, вышедший в 2007 году.

## Об альбоме
Volk Tour London CC Club запись концертного выступления в одном из клубов Лондона, сделанная 16 апреля 2007 года. Она выпущена на двух дисках.

## Список композиций

### CD 1
1. Germania (4:56)
2. America (4:52)
3. Anglia (4:28)
4. Rossyia (4:20)
5. Francia, часть 1 (2:54)
6. Francia, часть 2 (1:46)
7. Italia (4:59)
8. Espana (3:15)
9. Yisra’el (4:31)
10. Turkiye (4:44)
11. Zhonghua (4:00)
12. Nippon (8:01)
13. Slovania (4:42)
14. NSK (3:25)

### CD 2
1. Tanz Mit Laibach (5:03)
2. Alle Gegen Alle (4:01)
3. Du Bist Unser (5:44)
4. Hell: Symmetry (4:59)
5. Achtung (4:10)
6. Das Spiel Ist Aus (5:33)
7. Outro/Credits (12:14)